# Війниця (Дубенський район)
Ві́йниця — село в Україні, у Бокіймівській сільській громаді Дубенського району Рівненської області. Населення становить 624 осіб.

## Географія
Через село Війниця протікає річка Іква.
На південному сході села розташоване урочище «Війницьке». Воно розташоване за територією лісу, займає площу в 10 га. На його території є рідкісна рослина під назвою меч-трава болотна, яка занесена до Червоної книги Україні. Рослина дуже чутлива до меліорації і в 1960-х роках швидко зникла. Близько 25 років не підтверджувалися старі місцезнаходження в Україні. Вже звикли писати про неї в часі минулому: «росла, траплялася». Єдине реально існуюче в Україні місцезростання меч-трави є в селі Устенське Друге Здолбунівського району. На територію, яку займає урочище в селі Війниця, виготовлена документація, а дана земельна ділянка взята під охорону.

## Історія
Точних даних про заснування села історія не зберегла. Відомо лише, що «село — Війница як городня князя Масальського і пані Дахнової згадуєтьсятся в акті від 1545 року в описі Луцького замку»: «подлє крупьскоє - городнА торговицкая князя Йвана Масальского а Пєрєкальского с Пєрєкаль, кольмовьскаА ВасильА Юнькєвича, пни Дахновоє, воиницкая а тєрєшовьскаА князя Масальского, потрєбуєть тоє ж ь соправьі какь и крупьскал».
Щодо походження назви, то вона за переказами старожилів, найімовірніше виникла таким чином. Всі хати села були розташовані по обидві боки річки Мар'янки, яка вже майже висохла. Відповідно вздовж річки тягнулось, «велось» село. Похідне — Війниця. Існує ще одна версія назви села — від слова «винниця» (винокурня), бо тут, кажуть, виробляли вино, через що поселення спочатку іменували Вінниця (дехто із старших людей і зараз так вимовляє).
В акті від 6 вересня 1564 р. згадується ім'я війницького священика Павла про те, "що слуга пана Яловицького Мисько поранив його сина Корнія". У заяві від 27 вересня 1564 р. пані Коменіцька подає дані про смерть панича Корнія з маєтку с. Війниця.
У 1570 р. село викупила пані Клементова. Війниця як власність Миколи Боговітіна згадується в акті від 3 лютого 1623 р. Цей поміщик був багатий. А все своє добро у тестаменті заповів рідним сестрам Барбарі та Христині.

У 1884 р. у Війниці на кошти прихожан збудовано дерев'яну церкву, освячену 31 жовтня 1885 р. в ім'я Святої та Живоначальної Трійці.

Наприкінці XVII ст.. — на початку XVIII ст.. у Війниці було 62 двори, 364 жителі.

На кінець ХІХ ст. місцева економія належала поміщику Чайкіну. Село утримувало земську двокласну школу на 40 учнів.
У 1906 році село Княгининської волості Дубенського повіту Волинської губернії. Відстань від повітового міста 22 верст, від волості 10. Дворів 64, мешканців 559.
З 1914 по 1918 рр. частина жителів села евакуювалася. Це було пов'язано з наближенням австрійського фронту: люди боялися знущань з боку австрійської армії і втекли у південні та східні області. Значна кількість втікачів повернулася у село 1918 року. У Першу світову війну згорів дотла місцевий храм. Його відбудували у 1936 році, і він діє й понині. У період радянської влади, зокрема 1960—1990 рр., тут діяла картинна галерея. Із здобуттям Україною незалежності церкву від реставрували та освятили.
7 (20) листопада 1917 року, відповідно до Третього Універсалу Української Центральної Ради, увійшло до складу Української Народної Республіки.
У 20-х рр.. Війницею заволоділа панська Польща. На селян було накладено великі податки. І знову передові люди села організували боротьбу проти поневолювачів. У 1934—1935 рр. у Війниці існувала підпільна партійна організація з місцевим комітетом, секретарем якого обрали Івана Вальчуна. Аби зберегти національні традиції, свідома частина жителів села згуртувалася в осередку «Просвіти». Заснували його Тимофій Євгенюк та Тимофій Пуцак. Загальне захоплення викликали вистави у постановці сільських аматорів, на які часто приходили подивитись жителі сусідніх сіл. Мали просвітяни і власну бібліотеку, основу якої складали твори класиків української літератури Івана Котляревського, Тараса Шевченка, Івана Франка, Лесі Українки та інших. На власні кошти учасники товариства збудували будинок у центрі села, поблизу церкви, для потреб осередку. Проте вільно користуватись ним не змогли, адже у 1928 р. «Просвіта» була заборонена польською владою.
У 30-х рр.. в селі була досить активною політична боротьба. Так, зокрема було організовано на Козирщині масовий селянський виступ на підтримку страйкуючих робітників лісових володінь графа Лядохівського. На жаль, доля страйкарів трагічна: поліція, налякана масовою непокорою, їх розстріляла, а організаторів було заарештовано та відправлено у Дубенську тюрму. Проте в'язні, зробивши підкоп, втекли з тюрми та приєднались до боротьби проти фашизму в Іспанії в рядах інтернаціональної бригади ім.. Ярослава Домбровського.
В 1939 р. у Війниці встановили радянську владу, а у 1940 р. створено колгосп.
З початком Другої світової війни багато людей зникло безвісти чи відправлено на каторжні роботи до Німеччини. Під час окупації фашисти розстріляли 13 жителів Війницької сільської ради. 76 війничан брали участь у бойових операціях на фронті. 45 жителів села не повернулись з війни. На честь загиблих у селі встановлено пам'ятник.
Повоєнний час став проявом мирної забудови. У 1949 р. у Війниці збудовано першу конюшню, а в 1950 р. — 2 свинарники. У 1952 р. збудували приміщення клубу, в 1953 р. — медпункт, сушарню для хмелю, колгоспну контору, у 1955 р. — дитячі ясла.
На початку 70-х років у селі була цегельня. Більше двох десятиліть у Війниці діяв сільський музей, який мав чотири кімнати. Коли поширилася чутка про його відкриття, люди один за одним зносили сюди експонати: хто свитку, хто солом'яника, хто коловоротка… На жаль, музей припинив своє існування, а експонати передано у Млинівський краєзнавчий музей.
На сьогоднішній день у селі функціонують: загальноосвітня школа І-ІІ ступенів, дитячий садок «Малятко», будинок культури, бібліотека, ФАП, ПП «Агро-Експрес-Сервіс».
Населення на 2015 р. — 760 чоловік.

## Населення

### Мова
Розподіл населення за рідною мовою за даними перепису 2001 року:
| Мова       | Кількість | Відсоток |
| ---------- | --------- | -------- |
| українська | 620       | 99.36%   |
| російська  | 3         | 0.48%    |
| білоруська | 1         | 0.16%    |
| Усього     | 624       | 100%     |

## Органи влади
До 2016 - центр Війницька сільська рада. У її підпорядкуванні знаходились село Баболоки.
Староста — Пуцак Михайло Володимирович (2015 рік)
Від 2016 в складі Бокіймівської сільської громади.
12 червня 2020 року, відповідно до розпорядження Кабінету Міністрів України № 722-р від «Про визначення адміністративних центрів та затвердження територій територіальних громад Рівненської області», увійшло до складу Бокіймівської сільської громади.
19 липня 2020 року, в результаті адміністративно-територіальної реформи та ліквідації Млинівського району, село увійшло до складу Дубенського району.

## Підприємства
Приватне підприємство «Агро-Експрес-Сервіс»: виробництво сільськогосподарських культур, молочне виробництво.

## Освіта
- Війницька загальноосвітня школа І-ІІ ступенів Млинівської районної ради Рівненської області
- Дошкільний навчальний заклад «Малятко»

## Культура
- Будинок культури села Війниця
- Публічно-шкільна бібліотека с. Війниця

За словами старожилів, у 1922 році місцевим жителем, Тимофієм Онуфрієвичем Пуцаком, був створений осередок товариства «Просвіта». Основним завданням просвітян стала пропаганда української освіти та культури, утвердження національної свідомості. Саме тоді у хаті Трохима Євгенюка відкрили бібліотеку. На добровільні пожертвування закупили художню та наукову літературу, підручники.
Під натиском польських чиновників розпадається «Просвіта» і губляться події тих років. Лише в 1955 році було створену нову бібліотеку, яка знаходилась у приміщенні церкви, біля школи. Першим бібліотекарем була Надія Денисівна Кондратюк (Бортник).

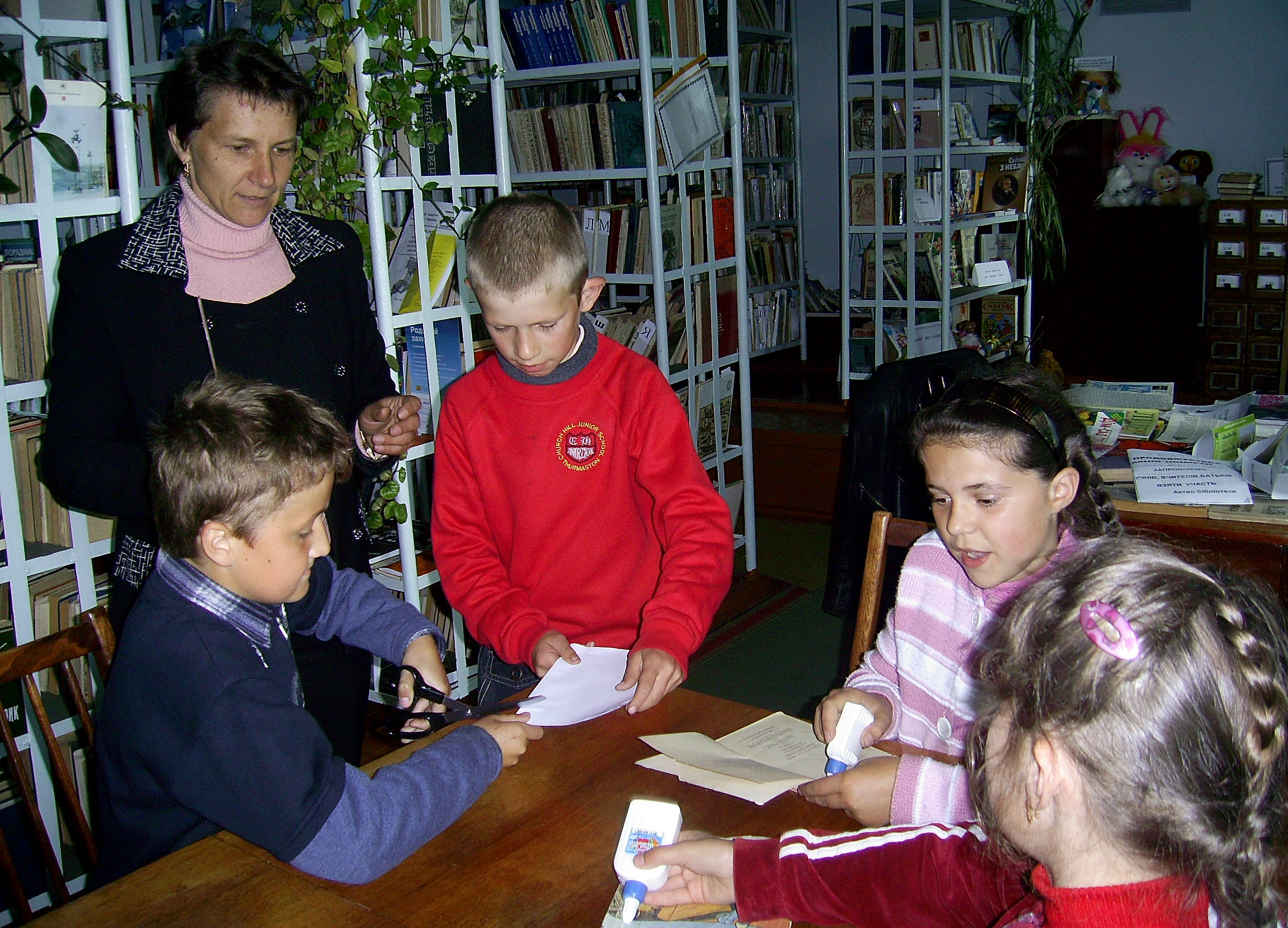
Засідання клубу за інтересами «Книжкова лікарня»

Коли відкрився новий будинок культури (1966 рік) бібліотечний фонд розмістився в двох його кімнатах, було придбано нові металеві стелажі, дві книжкові шафи, 6 столів, 32 крісла.
При створенні централізованої бібліотечної системи бібліотека набула найбільшого розквіту. Пропрацювавши 26 років на бібліотечній ниві, Надія Денисівна іде на заслужений відпочинок.
З 1981 році бібліотеку очолює Ткачук Марія Леонтіївна — випускниця Дубенського культосвітнього училища. У 1992 році фонд сільської бібліотеки розмістили в актовому залі сільської ради.
Нині Війницька публічно-шкільна бібліотека обслуговує 530 читачів, з них 80 дітей. Фонд бібліотеки становить понад 12 тис. примірників книг та підручників.
При бібліотеці працює «Книжкова лікарня» для ремонту книг, створено краєзнавчу кімнату.

## Медицина
Фельшерсько-акушерський пункт с. Війниця

## Релігія

Свято-Троїцька церква та дзвіниця

Свято-Троїцька церква Української православної церкви Московського патріархату / Настоятель храму отець Петро Крюков
1 вересня 2019 року відбулися загальні збори Свято-Троїцької громади села на яких було вирішено перейти з УПЦ (МП) до Православної Церкви України.

## Уродженці села
- Блажиєвський Лаврін Федорович — фізик–теоретик, професор кафедри теоретичної фізики Львівського університету. Автор понад 150 публікацій наукових праць.
- Вальчун Іван Власович — учасник національної боротьби в Іспанії, герой книг Я. Стецюка «Серце не вмирає», Г. Сербіна «На крутизні часу».
- Кондратюк Руслан Васильович (1981—2019) — солдат Збройних сил України, учасник російсько-української війни.[9]
- Мельник Іван Іванович (1974—2016) — старший сержант Збройних сил України, учасник російсько-української війни[10]. Народився 1974 року в селі Війниця Млинівського району (Рівненська область). Його мати, Галина Петрівна (* 1948), пенсіонерка, все трудове життя працювала в місцевому колгоспі бухгалтером, батько Іван Юхимович (* 1948) — вчителем. 1976 року родина переїхала в село Совпа Березнівського району. 1991 року закінчив Соснівську гімназію. Виростав з трьома братами та двома сестрами. Протягом 1992—1994 років проходив строкову службу в ЗСУ, нагороджений грамотою за сумлінне виконання військових обов'язків та здобутки в бойовій підготовці. В 1994—2008 роках працював шофером, обласний департамент житлового господарства. У часі війни — старший сержант, командир відділення, 310-й окремий інженерно-технічний батальйон. З квітня 2015 року ніс службу в Луганській області — на 29-му блокпосту. 14 березня 2016-го помер під час несення служби поблизу смт Новоайдар Луганської області. 16 березня 2016 року похований у селі Совпа Березнівського району. Без Івана лишились батьки, три брати, дві сестри й діти. 13 листопада 2016 в Соснівському НВК відкрито меморіальну дошку Івану Мельнику.[11] [Архівовано 19 травня 2018 у Wayback Machine.][12] [Архівовано 21 квітня 2017 у Wayback Machine.]

- Яцюк Арсеній Іванович — доктор технічних наук, професор, ректор Львівського лісотехнічного інституту у 1959—1982 рр.